# Glory (албум)
Glory е дебютното EP на австралийската рапърка Иги Азалия.

## История
Иги Азалия започва кариерата си през 2011 г. Става известна с песните PU$$Y и Two Times. След като издава миксираната лента Ignorant Art, тя подписва договор с T.I. и неговия музикален издател Grand Hustle. На 22 април 2012 г. в Twitter тя казва, че ще издаде EP-то „Glory“ през май, но е отменено за 30 юли 2012 г. На 27 юни 2012 г. Иги Азалия издава обложката.

## Списък с песни
| №  | Име                                          | Време |
| -- | -------------------------------------------- | ----- |
| 1. | Millionaire Mistfits (с участието на B.O.B.) | 3:41  |
| 2. | Murda Bizness (с участието на T.I.)          | 3:31  |
| 3. | Runaway (с участието на Pusha T)             | 3:40  |
| 4. | Me, Myself, My Money                         | 3:51  |
| 5. | Flash (с участието на Майк Поснър)           | 3:24  |
| 6. | Glory                                        | 4:17  |

## Сингли
Murda Bizness е главния сингъл от EP-то. В него участва рапърът T.I. Издаден е на 26 март 2012 г.
Flash е вторият сингъл. Песента е дует с Майк Поснър. Издадена е на 23 юли 2012 г.